# Karel Herčík
Karel Herčík (9. března 1936 Kolín – 8. února 2022) byl český archivář, regionální historik, středoškolský pedagog a starosta Mladé Boleslavi.

## Život
Narodil se v Kolíně, dětství strávil v Ústí nad Labem. Následně studoval na Filosoficko-historické fakultě Univerzity Karlovy, promoval v roce 1959. Poté se stal archivářem v Mladé Boleslavi, kde ale o místo přišel z politických důvodů v roce 1969. V pozici archiváře mj. zpochybnil dobový oficiální výklad, že bombardování města 9. května 1945 způsobila německá letadla, když šlo o útok Rudé armády, který měl zabránit Němcům v útěku do amerického zajetí. Poté pracoval v úřednických pozicích a výsledky svého historického bádání nesměl publikovat, perzekvovaná byla i jeho rodina.
V roce 1990 byl jako člen Občanského fóra zvolen prvním starostou Mladé Boleslavi po sametové revoluci. Věnoval se hlavně personálním otázkám řízení města a také následkům privatizace mladoboleslavské automobilky Škoda. Na tomto postu zůstal jedno funkční období do roku 1994. Mezi lety 1994 a 2013 působil jako pedagog na Gymnáziu Dr. Josefa Pekaře. Zároveň se věnoval psaní článků a knih o historii Mladoboleslavska.
Městem Mladá Boleslav byl několikrát oceněn.

## Dílo
- 75 let Mladoboleslavského hokeje 1909–1984 (1984)
- Krajinou Českého ráje: Sobotecko (1999)
- Čtení o Mladé Boleslavi (2004, 2. vydání 2010, 3. vydání 2013)
- Mladá Boleslav: Továrna ve městě – město v továrně (2005)
- Sochy a pomníky (2006)
- Malíři Mladoboleslavska (2007)
- Dobrovice: 450 let městem 1558–2008 (2008)
- Historické perličky z Mladoboleslavska (2016)